# Chartreuse de Scheut
La chartreuse Notre-Dame-de-Grâce dite chartreuse de Scheut était un monastère de moines chartreux fondé au XVe siècle à Scheut, un hameau à l’ouest de Bruxelles, intégré depuis à la commune d’Anderlecht. Fermée par Joseph II en 1783, elle disparut progressivement du paysage, avec toutes ses attenances.

## Histoire

### Une lueur (1449)
Selon la légende, Pierre D’Assche, un berger de Moortebeek, planta, en 1443, un tilleul et deux aubépines au sommet du Hooghecauter, à Scheut. Trois ans plus tard, il installa à cet endroit une statue de la Vierge. La nuit de Pentecôte 1449, une clarté exceptionnelle enveloppe la statue. Le fait est considéré comme miraculeux et fait rapidement affluer les pèlerins qui susciteront le développement du site. D'autres miracles se produisent et la Vierge fait connaître son souhait d’être honorée à Scheut sous le nom de Notre-Dame, Mère des grâces. On bâtit des auberges alentour pour accueillir tous les pèlerins.

### Une chapelle (1450)
L'affluence est telle que la ville de Bruxelles propose à l'évêque de Cambrai (dont Bruxelles était un doyenné), Jean VI de Bourgogne, de faire bâtir une chapelle avec les offrandes. C'est Charles le Téméraire lui-même qui pose la première pierre en 1450. En 1456, les dimensions de la chapelle sont de 50 sur 30 pieds (ou 15 × 9 m env.) et elle était entourée d'un mur de 7 pieds de haut (soit 2,10 m).

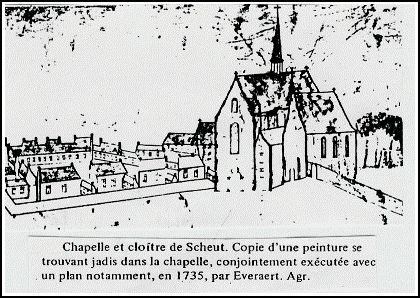
Chapelle et grand cloître de la chartreuse de Scheut (gravure du XVIIIe siècle).

### Une chartreuse (1453)
En 1453, on envisage la construction d'un monastère à proximité de la chapelle.
On y installe des chartreux, venus des chartreuses de Hérinnes, d'Anvers, de Liège, de Zelem et de Bois-Saint-Martin[Où ?].
La vie monastique y débute le 7 septembre 1456, animée par Henri de Loen (1406-1481), prieur du premier groupe de religieux.

### Des viviers (1460)
Dès 1460, on commença à creuser des étangs pour alimenter le domaine en eau. Les chartreux possédaient quatre viviers dont deux étaient dénommés les étangs noirs ; la roselière du Scheutbos est probablement le vestige des deux autres viviers.

### Une église (1469)
La première pierre de l’église abbatiale est posée par le duc de Clèves en 1469. Autour de l’église sont construits un grand cloître avec les maisonnettes individuelles (ermitages) pour les moines, une salle du chapitre, un scriptorium, la brasserie, le grenier à blé, les écuries et la ferme (dite le Scheuthof - Cour de Scheut), avec le soutien financier de Philippe le Bon, de Charles le Téméraire et du baron de Ravenstein — dont le domaine, fief de la cour de Brabant, était adjacent.

### Des œuvres

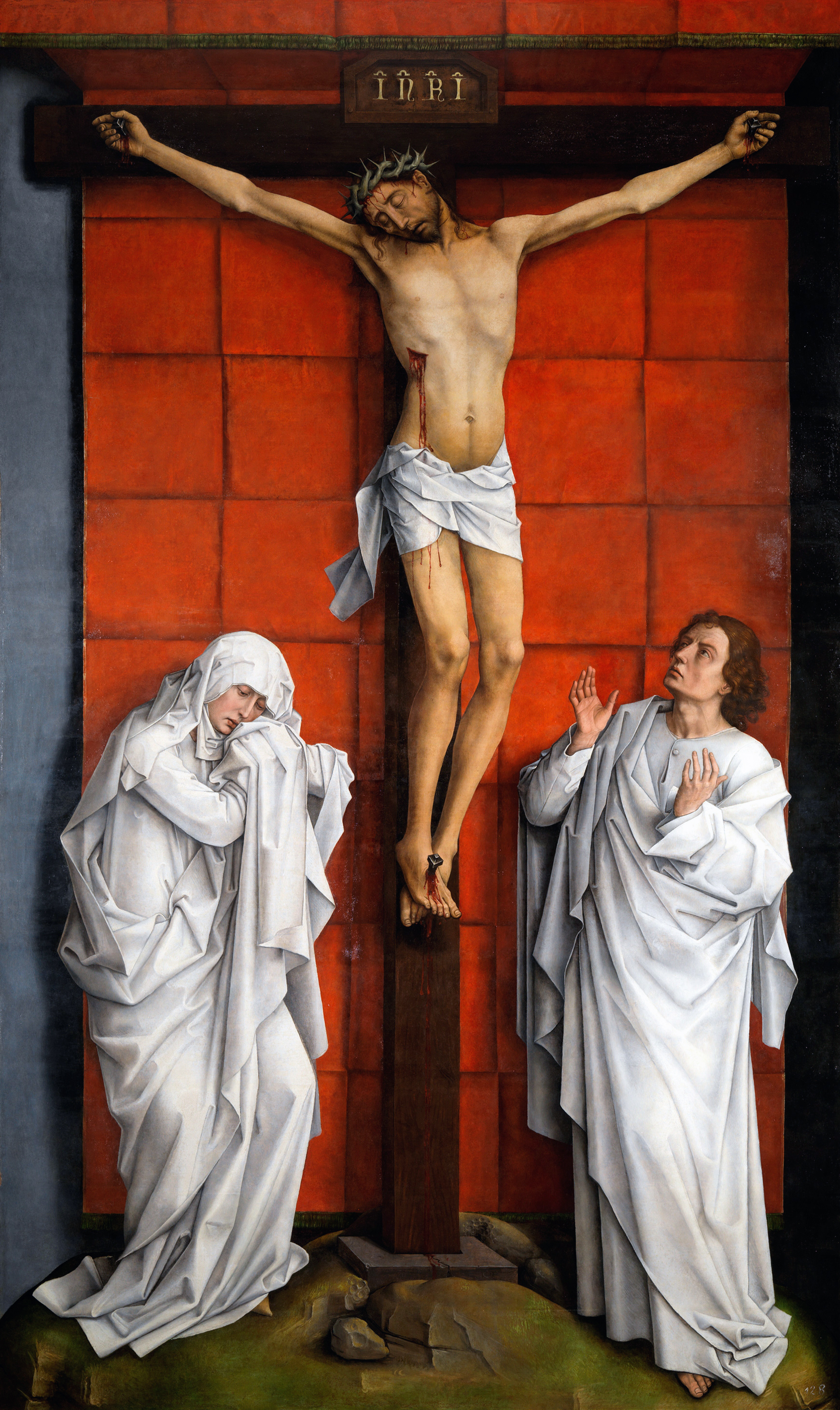
La Crucifixion de Scheut, aujourd'hui à l'Escurial (Madrid).

Le peintre Roger van der Weyden, avait fait des dons en argent et en tableau à la chartreuse, émanant de la maison-mère d'Hérinnes, où son fils avait reçu les ordres en 1448. En particulier, la Crucifixion de Scheut (huile sur toile de 325 × 192 cm, v. 1455), ci-contre,  appartenait à la communauté des Chartreux, jusqu'à ce qu'elle le vende, pour 100 livres, à Philippe II[réf. nécessaire] en 1555.
En 1516, Guillaume de Croÿ commande des vitraux pour le couvent à Nicolas Rombouts.

### La consécration (1531)
L'église est consacrée en 1531. De style gothique, elle était ornée de 13 vitraux peints, offerts par des souverains et leurs familles, comme l'empereur Maximilien, Marguerite d'Autriche, l'archiduc Philippe le Beau, Charles Quint, son frère Ferdinand et sa sœur Éléonore, reine de France, etc.
Le cloître, riche de 43 vitraux d’art, était considéré comme le plus beau et le plus grand du duché de Brabant.

### Le pillage et le refuge (1576)
En novembre 1576, les troupes espagnoles d'Alost envahissent le monastère. En 1579, des troupes calvinistes pillent les lieux et brûlent ce qu'ils ne peuvent emporter : le monastère fut détruit. Une statuette a néanmoins échappé au pillage et se trouve aujourd'hui conservée à la chapelle latérale de Notre-Dame-de-Grâce (bas-côté sud) de la collégiale Saints-Pierre-et-Guidon d'Anderlecht.
En 1585, comme d’autres congrégations, les chartreux aménagent un refuge à Bruxelles intra muros. Ce refuge a disparu, mais a laissé sa trace dans le nom de la rue des Chartreux.
Ils restaurent et entretiennent la chapelle (encore mentionnée sur la carte de Ferraris) et son oratoire qui restent un lieu de pèlerinage très fréquenté.

### La destruction
En 1783, quand Joseph II fait fermer les monastères et couvents, les chartreux doivent définitivement quitter les lieux. Douze ans plus tard, la chapelle et la ferme (le Scheuthof), sont vendus comme biens nationaux.

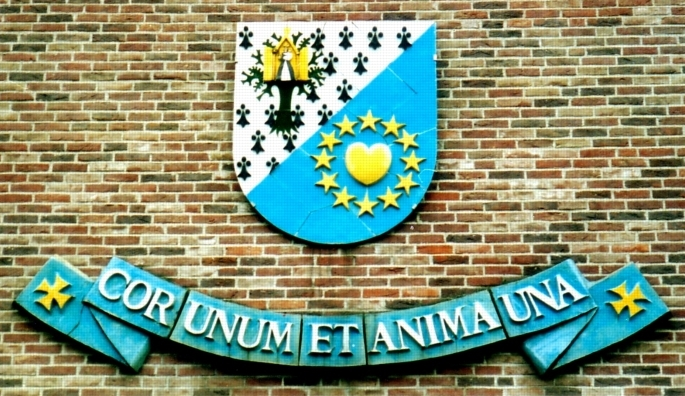
Devise et sceau des Scheutistes.

En 1828, la chaussée de Ninove est tracée à travers l’ancienne propriété des chartreux. Les étangs sont comblés et le grand bois défriché et remplacé par des pâtures.
Les pères scheutistes (Congrégation du Cœur Immaculé de Marie) reçoivent la charge pastorale de la chapelle. Celle-ci sera néanmoins démolie sans autorisation en 1974. Seuls les culs-de-lampe et les clefs de voûte de la chapelle ont été récupérés.

## Prieurs
Le prieur est le supérieur d'une chartreuse, élu par ses comprofès ou désigné par les supérieurs majeurs.
- 1456 : Henri van Loen (1406-†1481), bachelier en théologie, fonde la pédagogie du Porc. Le 19 juillet 1441, il entre à la chartreuse de la Chapelle à Hérinnes. Il en devient le prieur en 1445. En 1449, il est nommé covisiteur de la province teutonique. Dès 1454, il commence à s’occuper de la fondation de la nouvelle chartreuse de Scheut, dont il devient en 1456 recteur et prieur, en 1458, lors de l’incorporation définitive de cette maison à l’ordre. En 1475, il demande d’être relevé de son priorat et retourne à Hérinnes comme vicaire où il meurt[9].

## Iconographie
- Aquarelle de Van Well vers 1700.
- Dessin du chevalier de La Barrière, 1823.
- Anderlechtensia (cercle d'Archéologie, Folklore et Histoire d'Anderlecht), Scheut [cartes postales du 20e siècle], , en ligne
- Les Musées royaux d'Art et d'Histoire de Bruxelles possèdent un cuivre qui représente les miraculés du XVIIe siècle, venant implorer Notre-Dame de Grâce.